# غران بولفار (مترو باريس)
غران بولفار (بالفرنسية: Grands Boulevards)‏ هي محطة مترو تابعة لمترو باريس تقع في فرنسا في الدائرة الثانية في باريس.[بحاجة لمصدر]